# Texas megye (Oklahoma)
Texas megye az Amerikai Egyesült Államokban, azon belül Oklahoma államban található. Megyeszékhelye és legnagyobb városa Guymon. Lakosainak száma 21 384 fő (2020. április 1.). Texas megye Hansford, Stevens, Seward, Beaver, Sherman, Morton, Cimarron és Ochiltree megyékkel határos.

## Népesség
A megye népességének változása:
| Lakosok száma | 20 813 | 21 209 | 21 555 | 22 081 | 21 489 | 21 384 |
|               | 2010   | 2011   | 2012   | 2013   | 2015   | 2020   |